# 48e armée (Union soviétique)
La 48e armée est une armée de campagne de l'Armée rouge de l'Union soviétique déployée par les Soviétiques dans la lutte contre l'Allemagne nazie pendant la Seconde Guerre mondiale.

## Histoire
L'armée est formée pour la première fois en août 1941 et combat dans le cadre de l'opération défensive stratégique de Léningrad. L'armée subit de lourdes pertes et est dissoute début septembre. Ses restes sont transférés dans la 54e armée. Réformée en avril 1942 sur le front de Briansk, l'armée combat lors de l'offensive de Maloarkhanguelsk (ru) au cours de l'hiver 1943. L'unité est envoyée sur le front central en mars et défend la face nord de Koursk. Au cours de l'été, elle participe à l'opération Koutouzov et à l'offensive Tchernigov-Prypiat (ru). À partir de novembre, l'armée participe à l'offensive Gomel-Retchitsa puis à l'opération Bagration à partir de juin 1944. Au cours de l'offensive, l'armée capture Jlobine et Babrouïsk et opère sur le Narew début septembre. Au début de 1945, l'armée participe à l'offensive de Prusse-Orientale et achève la guerre en Prusse-Orientale en mai. L'armée est transférée en Pologne en juillet 1945 et son quartier général est utilisé pour former le district militaire de Kazan (en) en septembre.

## Commandants
- Lieutenant général Stepan Akimov (en) du 4 août 1941 au 31 août 1941
- Lieutenant général Maksim Antoniouk (en) du 1er septembre 1941 au 12 septembre 1941
- Major général Grigori Khaliouzine (ru) du 3 mai 1942 au 11 février 1943
- Lieutenant général Prokofi Romanenko du 12 février 1943 au 15 décembre 1944
- Lieutenant général Nikolaï Goussev du 15 décembre 1944 au 9 mai 1945